# Лотарингия
Лотарингия е историческа област в Западна Европа, на територията на днешните Нидерландия, Белгия, Люксембург, Германия и Франция.

## История
Обособява се за пръв път като Кралство Лотарингия с Прюмския договор от 855 година и получава името си от първия крал Лотар II, правнук на франкския император Карл Велики. Около 900 година кралството губи самостоятелността си и става Херцогство Лотарингия, васално на Източнофранкското кралство. По това време част от него се обособява като Лотарингско пфалцграфство, основа на бъдещото владение Курпфалц.
През 959 година Лотарингия се разделя трайно на две херцогства – Долна Лотарингия и Горна Лотарингия. През следващите два века Долна Лотарингия постепенно се разпада на множество самостоятелни владения, като от 1190 година херцогската титла е наследена от херцозите на Брабант.
Горна Лотарингия, първоначално наричана Мозелско херцогство, а след изчезването на Долна Лотарингия и само Лотарингия, съществува до XVIII век като част от Свещената Римска империя, която попада под все по-силното влияние на Франция. През 1766 година Горна Лотарингия е присъединена към Франция, тъй като наследничката на херцогството е съпруга на крал Луи XV – то става част от новосъздаденото Велико губернаторство Лотарингия и Бароа, което от своя страна е разделено през 1790 година на няколко департамента.
През XIX-XX век един от лотарингските департаменти става част от политически важната област Елзас-Лотарингия – присъединена към Германия след Френско-пруската война, тя е върната във Франция след Първата световна война, като дълго време е предмет на конфликти между двете страни. По време на германското управление през 1871 – 1918 година лотарингската част на Елзас-Лотарингия е административен окръг Лотарингия.
През 1956 година е създаден френски регион, наречен Лотарингия, обединяващ няколко департамента. Той съществува до реформата от 2016 година, когато е присъединен към новосъздадения регион Гранд Ест.